# Willi Orbán
Vilmos Tamás Orbán, detto Willi (Kaiserslautern, 3 novembre 1992) è un calciatore tedesco naturalizzato ungherese, difensore del RB Lipsia e della nazionale ungherese.

## Carriera

### Club

#### Kaiserslautern
Nato in Germania da padre ungherese e madre polacca, Orban inizia la sua carriera nelle giovanili del Kaiserslautern all'età di 6 anni. All'età di 19 anni fa l'esordio nella massima serie, durante la partita persa 3-0 in casa, contro il Bayern Monaco subentrando al 87' minuto, al posto di Thanos Petsos.
Nella stagione seguente, Orban gioca spesso con la seconda squadra, riuscendo a giocare con la prima squadra solo 7 partite riuscendo a siglare anche un goal.
Il 12 agosto 2013 indossa per la prima volta la fascia di capitano all'età di 20 anni.
In 4 stagioni con il Kaiserslautern colleziona 77 presenze 8 goal e 3 assist, tra campionato e coppe.

#### RB Leipzig
A luglio del 2015 passa per 2 milioni di euro al RB Lipsia prendendo la maglia numero 4, il suo esordio con la nuova maglia avviene il 25 luglio nella partita vinta per 1-0 contro il FSV Frankfurt, il primo goal invece avviene il 19 febbraio 2016 al 25' minuto del primo tempo nella partita vinta 3-0 contro l'Union Berlino, nella stessa stagione indossa per due volte la fascia di capitano contro il Monaco 1860 e Norimberga.
Al termine della stagione 2015-16 in 2. Bundesliga Orban colleziona 32 presenze, 1 goal e 1 assist.
Nella stagione successiva resta al RB Lipsia, diventando il vice-capitano della squadra alle spalle di Dominik Kaiser, dopo un anno dal suo arrivo.
Il primo maggio 2017 si infortuna alla caviglia saltando obbligatoriamente le ultime 3 partite della stagione.
Al termine della stagione 2016-17 in Bundesliga colleziona 28 presenze 3 goal 1 assist, contribuendo all'accesso diretto in Champions League, ed arrivando in 2ª posizione in massima serie alle spalle del Bayern Monaco.
Nella stagione 2017-18 diviene capitano del RB Lipsia, va subito a segno alla seconda giornata di campionato contro il Friburgo (la partita terminerà 4-1 per il RB Lipsia).
Negli anni successivi da capitano vincerà due coppe di Germania e una supercoppa di Germania.

### Nazionale
Viene convocato in nazionale U-21 da Horst Hrubesch, esordendo il 13 novembre 2014 nell'amichevole contro l'Olanda, giocando gli ultimi 7 minuti della partita.
Il primo di ottobre accetta la convocazione da parte del CT dell'Ungheria Marco Rossi. Il 15 novembre successivo, segna la sua prima rete in maglia magiara nella partita di Nations League vinta dall'Ungheria per 2-0 in casa contro l'Estonia. L'8 giugno 2019 sigla una doppietta decisiva nella partita vinta per 3-1 in trasferta contro l'Azerbaigian, valevole per le qualificazioni al campionato d'Europa 2020.

## Statistiche

### Presenze e reti nei club
Statistiche aggiornate al 9 novembre 2024.
| Stagione                 | Squadra                  | Campionato               | Campionato | Campionato | Coppe nazionali | Coppe nazionali | Coppe nazionali | Coppe continentali | Coppe continentali | Coppe continentali | Altre coppe | Altre coppe | Altre coppe | Totale | Totale |
| Stagione                 | Squadra                  | Comp                     | Pres       | Reti       | Comp            | Pres            | Reti            | Comp               | Pres               | Reti               | Comp        | Pres        | Reti        | Pres   | Reti   |
| ------------------------ | ------------------------ | ------------------------ | ---------- | ---------- | --------------- | --------------- | --------------- | ------------------ | ------------------ | ------------------ | ----------- | ----------- | ----------- | ------ | ------ |
| 2011-2012                | Kaiserslautern II        | RL                       | 23         | 3          | -               | -               | -               | -                  | -                  | -                  | -           | -           | -           | 23     | 3      |
| 2012-2013                | Kaiserslautern II        | RL                       | 12         | 4          | -               | -               | -               | -                  | -                  | -                  | -           | -           | -           | 12     | 4      |
| Totale Kaiserslautern II | Totale Kaiserslautern II | Totale Kaiserslautern II | 35         | 7          |                 | -               | -               |                    | -                  | -                  |             | -           | -           | 35     | 7      |
| 2011-2012                | Kaiserslautern           | BL                       | 2          | 0          | CG              | 0               | 0               | -                  | -                  | -                  | -           | -           | -           | 2      | 0      |
| 2012-2013                | Kaiserslautern           | ZL                       | 7+2        | 1          | CG              | 0               | 0               | -                  | -                  | -                  | -           | -           | -           | 7      | 1      |
| 2013-2014                | Kaiserslautern           | ZL                       | 28         | 2          | CG              | 4               | 1               | -                  | -                  | -                  | -           | -           | -           | 32     | 3      |
| 2014-2015                | Kaiserslautern           | ZL                       | 31         | 4          | CG              | 3               | 0               | -                  | -                  | -                  | -           | -           | -           | 34     | 4      |
| Totale Kaiserslautern    | Totale Kaiserslautern    | Totale Kaiserslautern    | 68+2       | 7          |                 | 7               | 1               |                    | -                  | -                  |             | -           | -           | 77     | 8      |
| 2015-2016                | Lipsia                   | ZL                       | 32         | 1          | CG              | 1               | 0               | -                  | -                  | -                  | -           | -           | -           | 33     | 1      |
| 2016-2017                | Lipsia                   | BL                       | 28         | 3          | CG              | 1               | 0               | -                  | -                  | -                  | -           | -           | -           | 29     | 3      |
| 2017-2018                | Lipsia                   | BL                       | 26         | 3          | CG              | 2               | 0               | UCL+UEL            | 6+3                | 1+0                | -           | -           | -           | 37     | 4      |
| 2018-2019                | Lipsia                   | BL                       | 24         | 4          | CG              | 4               | 0               | UEL                | 11                 | 0                  | -           | -           | -           | 39     | 4      |
| 2019-2020                | Lipsia                   | BL                       | 12         | 1          | CG              | 2               | 0               | UCL                | 4                  | 0                  | -           | -           | -           | 18     | 1      |
| 2020-2021                | Lipsia                   | BL                       | 29         | 4          | CG              | 5               | 1               | UCL                | 6                  | 0                  | -           | -           | -           | 40     | 5      |
| 2021-2022                | Lipsia                   | BL                       | 30         | 2          | CG              | 6               | 1               | UCL+UEL            | 4+4                | 0+1                | -           | -           | -           | 44     | 4      |
| 2022-2023                | Lipsia                   | BL                       | 33         | 4          | CG              | 6               | 1               | UCL                | 8                  | 0                  | SG          | 1           | 0           | 48     | 5      |
| 2023-2024                | Lipsia                   | BL                       | 19         | 0          | CG              | 0               | 0               | UCL                | 2                  | 1                  | SG          | 1           | 0           | 22     | 1      |
| 2024-2025                | Lipsia                   | BL                       | 10         | 4          | CG              | 2               | 0               | UCL                | 4                  | 0                  | -           | -           | -           | 14     | 4      |
| Totale Lipsia            | Totale Lipsia            | Totale Lipsia            | 243        | 26         |                 | 29              | 3               |                    | 52                 | 3                  |             | 2           | 0           | 326    | 32     |
| Totale carriera          | Totale carriera          | Totale carriera          | 348        | 40         |                 | 36              | 4               |                    | 52                 | 3                  |             | 2           | 0           | 438    | 47     |

### Cronologia presenze e reti in nazionale
| Cronologia completa delle presenze e delle reti in nazionale ― Ungheria | Cronologia completa delle presenze e delle reti in nazionale ― Ungheria | Cronologia completa delle presenze e delle reti in nazionale ― Ungheria | Cronologia completa delle presenze e delle reti in nazionale ― Ungheria | Cronologia completa delle presenze e delle reti in nazionale ― Ungheria | Cronologia completa delle presenze e delle reti in nazionale ― Ungheria | Cronologia completa delle presenze e delle reti in nazionale ― Ungheria | Cronologia completa delle presenze e delle reti in nazionale ― Ungheria |
| Data                                                                    | Città                                                                   | In casa                                                                 | Risultato                                                               | Ospiti                                                                  | Competizione                                                            | Reti                                                                    | Note                                                                    |
| ----------------------------------------------------------------------- | ----------------------------------------------------------------------- | ----------------------------------------------------------------------- | ----------------------------------------------------------------------- | ----------------------------------------------------------------------- | ----------------------------------------------------------------------- | ----------------------------------------------------------------------- | ----------------------------------------------------------------------- |
| 12-10-2018                                                              | Atene                                                                   | Grecia                                                                  | 1 – 0                                                                   | Ungheria                                                                | UEFA Nations League 2018-2019 - 1º turno                                | -                                                                       |                                                                         |
| 15-10-2018                                                              | Tallinn                                                                 | Estonia                                                                 | 3 – 3                                                                   | Ungheria                                                                | UEFA Nations League 2018-2019 - 1º turno                                | -                                                                       |                                                                         |
| 15-11-2018                                                              | Budapest                                                                | Ungheria                                                                | 2 – 0                                                                   | Estonia                                                                 | UEFA Nations League 2018-2019 - 1º turno                                | 1                                                                       |                                                                         |
| 18-11-2018                                                              | Budapest                                                                | Ungheria                                                                | 2 – 0                                                                   | Finlandia                                                               | UEFA Nations League 2018-2019 - 1º turno                                | -                                                                       |                                                                         |
| 21-3-2019                                                               | Trnava                                                                  | Slovacchia                                                              | 2 – 0                                                                   | Ungheria                                                                | Qual. Euro 2020                                                         | -                                                                       |                                                                         |
| 24-3-2019                                                               | Budapest                                                                | Ungheria                                                                | 2 – 1                                                                   | Croazia                                                                 | Qual. Euro 2020                                                         | -                                                                       |                                                                         |
| 8-6-2019                                                                | Baku                                                                    | Azerbaigian                                                             | 1 – 3                                                                   | Ungheria                                                                | Qual. Euro 2020                                                         | 2                                                                       |                                                                         |
| 11-6-2019                                                               | Budapest                                                                | Ungheria                                                                | 1 – 0                                                                   | Galles                                                                  | Qual. Euro 2020                                                         | -                                                                       |                                                                         |
| 5-9-2019                                                                | Podgorica                                                               | Montenegro                                                              | 2 – 1                                                                   | Ungheria                                                                | Amichevole                                                              | -                                                                       | 46’ 75’                                                                 |
| 9-9-2019                                                                | Budapest                                                                | Ungheria                                                                | 1 – 2                                                                   | Slovacchia                                                              | Qual. Euro 2020                                                         | -                                                                       |                                                                         |
| 10-10-2019                                                              | Spalato                                                                 | Croazia                                                                 | 3 – 0                                                                   | Ungheria                                                                | Qual. Euro 2020                                                         | -                                                                       |                                                                         |
| 13-10-2019                                                              | Budapest                                                                | Ungheria                                                                | 1 – 0                                                                   | Azerbaigian                                                             | Qual. Euro 2020                                                         | -                                                                       |                                                                         |
| 3-9-2020                                                                | Sivas                                                                   | Turchia                                                                 | 0 – 1                                                                   | Ungheria                                                                | UEFA Nations League 2020-2021 - 1º turno                                | -                                                                       |                                                                         |
| 6-9-2020                                                                | Budapest                                                                | Ungheria                                                                | 2 – 3                                                                   | Russia                                                                  | UEFA Nations League 2020-2021 - 1º turno                                | -                                                                       |                                                                         |
| 8-10-2020                                                               | Sofia                                                                   | Bulgaria                                                                | 1 – 3                                                                   | Ungheria                                                                | Qual. Euro 2020                                                         | 1                                                                       |                                                                         |
| 11-10-2020                                                              | Belgrado                                                                | Serbia                                                                  | 0 – 1                                                                   | Ungheria                                                                | UEFA Nations League 2020-2021 - 1º turno                                | -                                                                       | 56’                                                                     |
| 14-10-2020                                                              | Mosca                                                                   | Russia                                                                  | 0 – 0                                                                   | Ungheria                                                                | UEFA Nations League 2020-2021 - 1º turno                                | -                                                                       |                                                                         |
| 12-11-2020                                                              | Budapest                                                                | Ungheria                                                                | 2 – 1                                                                   | Islanda                                                                 | Qual. Euro 2020                                                         | -                                                                       |                                                                         |
| 25-3-2021                                                               | Budapest                                                                | Ungheria                                                                | 3 – 3                                                                   | Polonia                                                                 | Qual. Mondiali 2022                                                     | -                                                                       |                                                                         |
| 28-3-2021                                                               | Serravalle                                                              | San Marino                                                              | 0 – 3                                                                   | Ungheria                                                                | Qual. Mondiali 2022                                                     | -                                                                       |                                                                         |
| 4-6-2021                                                                | Budapest                                                                | Ungheria                                                                | 1 – 0                                                                   | Cipro                                                                   | Amichevole                                                              | -                                                                       | 60’                                                                     |
| 8-6-2021                                                                | Budapest                                                                | Ungheria                                                                | 0 – 0                                                                   | Irlanda                                                                 | Amichevole                                                              | -                                                                       |                                                                         |
| 15-6-2021                                                               | Budapest                                                                | Ungheria                                                                | 0 – 3                                                                   | Portogallo                                                              | Euro 2020 - 1º turno                                                    | -                                                                       | 86’                                                                     |
| 19-6-2021                                                               | Budapest                                                                | Ungheria                                                                | 1 – 1                                                                   | Francia                                                                 | Euro 2020 - 1º turno                                                    | -                                                                       |                                                                         |
| 23-6-2021                                                               | Monaco di Baviera                                                       | Germania                                                                | 2 – 2                                                                   | Ungheria                                                                | Euro 2020 - 1º turno                                                    | -                                                                       |                                                                         |
| 2-9-2021                                                                | Budapest                                                                | Ungheria                                                                | 0 – 4                                                                   | Inghilterra                                                             | Qual. Mondiali 2022                                                     | -                                                                       | 58’                                                                     |
| 5-9-2021                                                                | Elbasan                                                                 | Albania                                                                 | 1 – 0                                                                   | Ungheria                                                                | Qual. Mondiali 2022                                                     | -                                                                       | 80’                                                                     |
| 9-10-2021                                                               | Budapest                                                                | Ungheria                                                                | 0 – 1                                                                   | Albania                                                                 | Qual. Mondiali 2022                                                     | -                                                                       |                                                                         |
| 29-3-2022                                                               | Belfast                                                                 | Irlanda del Nord                                                        | 0 – 1                                                                   | Ungheria                                                                | Amichevole                                                              | -                                                                       |                                                                         |
| 4-6-2022                                                                | Budapest                                                                | Ungheria                                                                | 1 – 0                                                                   | Inghilterra                                                             | UEFA Nations League 2022-2023 - 1º turno                                | -                                                                       |                                                                         |
| 7-6-2022                                                                | Cesena                                                                  | Italia                                                                  | 2 – 1                                                                   | Ungheria                                                                | UEFA Nations League 2022-2023 - 1º turno                                | -                                                                       |                                                                         |
| 11-6-2022                                                               | Budapest                                                                | Ungheria                                                                | 1 – 1                                                                   | Germania                                                                | UEFA Nations League 2022-2023 - 1º turno                                | -                                                                       |                                                                         |
| 14-6-2022                                                               | Wolverhampton                                                           | Inghilterra                                                             | 0 – 4                                                                   | Ungheria                                                                | UEFA Nations League 2022-2023 - 1º turno                                | -                                                                       |                                                                         |
| 23-9-2022                                                               | Lipsia                                                                  | Germania                                                                | 0 – 1                                                                   | Ungheria                                                                | UEFA Nations League 2022-2023 - 1º turno                                | -                                                                       |                                                                         |
| 26-9-2022                                                               | Budapest                                                                | Ungheria                                                                | 0 – 2                                                                   | Italia                                                                  | UEFA Nations League 2022-2023 - 1º turno                                | -                                                                       |                                                                         |
| 17-11-2022                                                              | Lussemburgo                                                             | Lussemburgo                                                             | 2 – 2                                                                   | Ungheria                                                                | Amichevole                                                              | -                                                                       |                                                                         |
| 20-11-2022                                                              | Budapest                                                                | Ungheria                                                                | 2 – 1                                                                   | Grecia                                                                  | Amichevole                                                              | -                                                                       |                                                                         |
| 23-3-2023                                                               | Budapest                                                                | Ungheria                                                                | 1 – 0                                                                   | Estonia                                                                 | Amichevole                                                              | -                                                                       |                                                                         |
| 27-3-2023                                                               | Budapest                                                                | Ungheria                                                                | 3 – 0                                                                   | Bulgaria                                                                | Qual. Euro 2024                                                         | -                                                                       |                                                                         |
| 17-6-2023                                                               | Podgorica                                                               | Montenegro                                                              | 0 – 0                                                                   | Ungheria                                                                | Qual. Euro 2024                                                         | -                                                                       |                                                                         |
| 20-6-2023                                                               | Budapest                                                                | Ungheria                                                                | 2 – 0                                                                   | Lituania                                                                | Qual. Euro 2024                                                         | -                                                                       | 54’                                                                     |
| 7-9-2023                                                                | Belgrado                                                                | Serbia                                                                  | 1 – 2                                                                   | Ungheria                                                                | Qual. Euro 2024                                                         | 1                                                                       |                                                                         |
| 10-9-2023                                                               | Budapest                                                                | Ungheria                                                                | 1 – 1                                                                   | Rep. Ceca                                                               | Amichevole                                                              | -                                                                       | 51’ 60’                                                                 |
| 4-6-2024                                                                | Dublino                                                                 | Irlanda                                                                 | 2 – 1                                                                   | Ungheria                                                                | Amichevole                                                              | -                                                                       |                                                                         |
| 8-6-2024                                                                | Debrecen                                                                | Ungheria                                                                | 3 – 0                                                                   | Israele                                                                 | Amichevole                                                              | -                                                                       |                                                                         |
| 15-6-2024                                                               | Colonia                                                                 | Ungheria                                                                | 1 – 3                                                                   | Svizzera                                                                | Euro 2024 - 1º turno                                                    | -                                                                       |                                                                         |
| 19-6-2024                                                               | Stoccarda                                                               | Germania                                                                | 2 – 0                                                                   | Ungheria                                                                | Euro 2024 - 1º turno                                                    | -                                                                       |                                                                         |
| 23-6-2024                                                               | Stoccarda                                                               | Scozia                                                                  | 0 – 1                                                                   | Ungheria                                                                | Euro 2024 - 1º turno                                                    | -                                                                       | 26’                                                                     |
| 7-9-2024                                                                | Düsseldorf                                                              | Germania                                                                | 5 – 0                                                                   | Ungheria                                                                | UEFA Nations League 2024-2025 - 1º turno                                | -                                                                       |                                                                         |
| 10-9-2024                                                               | Budapest                                                                | Ungheria                                                                | 0 – 0                                                                   | Bosnia ed Erzegovina                                                    | UEFA Nations League 2024-2025 - 1º turno                                | -                                                                       |                                                                         |
| 11-10-2024                                                              | Budapest                                                                | Ungheria                                                                | 1 – 1                                                                   | Paesi Bassi                                                             | UEFA Nations League 2024-2025 - 1º turno                                | -                                                                       |                                                                         |
| 14-10-2024                                                              | Zenica                                                                  | Bosnia ed Erzegovina                                                    | 0 – 2                                                                   | Ungheria                                                                | UEFA Nations League 2024-2025 - 1º turno                                | -                                                                       |                                                                         |
| 16-11-2024                                                              | Amsterdam                                                               | Paesi Bassi                                                             | 4 – 0                                                                   | Ungheria                                                                | UEFA Nations League 2024-2025 - 1º turno                                | -                                                                       | 6’                                                                      |
| 19-11-2024                                                              | Budapest                                                                | Ungheria                                                                | 1 – 1                                                                   | Germania                                                                | UEFA Nations League 2024-2025 - 1º turno                                | -                                                                       |                                                                         |
| 20-3-2025                                                               | Istanbul                                                                | Turchia                                                                 | 3 – 1                                                                   | Ungheria                                                                | UEFA Nations League 2024-2025 - Play-off                                | -                                                                       |                                                                         |
| 23-3-2025                                                               | Budapest                                                                | Ungheria                                                                | 0 – 3                                                                   | Turchia                                                                 | UEFA Nations League 2024-2025 - Play-off                                | -                                                                       | 59’                                                                     |
| 6-6-2025                                                                | Budapest                                                                | Ungheria                                                                | 0 – 2                                                                   | Svezia                                                                  | Amichevole                                                              | -                                                                       |                                                                         |
| 10-6-2025                                                               | Baku                                                                    | Azerbaigian                                                             | 1 – 2                                                                   | Ungheria                                                                | Amichevole                                                              | -                                                                       |                                                                         |
| Totale                                                                  |                                                                         | Presenze                                                                | 58                                                                      |                                                                         | Reti                                                                    | 5                                                                       |                                                                         |

## Palmarès

### Club

#### Competizioni nazionali
- Coppa di Germania: 2

RB Lipsia: 2021-2022, 2022-2023
- Supercoppa di Germania: 1

RB Lipsia: 2023